# 南オラン・フィグイグ語
南オラン・フィグイグ語は、ベルベル語の一種で、北部ベルベル諸語に属す言語である。ゼナタ諸語のムザブ・ワルグラ諸語に属する説と中央アトラス・タマジクト語の方言とする説がある。アルジェリア南西部とモロッコ東部との国境あたりのオアシス都市で話されている。大半のクサールという伝統的な村落がこの言語の使用地域に含まれている。フィグイグ語はモロッコのフィグイグのことで南オラン語はアルジェリアのオラン県南部で話されていることからその名がつけられている。

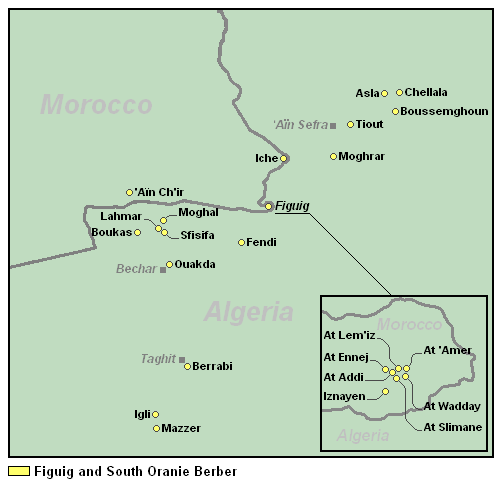
南オラン・フィグイグ語の分布域

## 参照
1. ↑  This language has no established name in English; in French literature it is referred to as Kçours du Sud-Oranais or parlers des Kçours Oranais et de Figuig, and its speakers mostly call it by the vague term Shelha or Tashelhiyt.
2. ↑  multitree South Oran of Tamazight, Central Atlas (tzm)